# Cryptopeges fulvia
Cryptopeges fulvia är en fjärilsart som beskrevs av Butler 1882. Cryptopeges fulvia ingår i släktet Cryptopeges och familjen plattmalar. Inga underarter finns listade i Catalogue of Life.